# Narabayashi Hiroki
Hiroki Narabayashi (sinh ngày 14 tháng 1 năm 1988) là một cầu thủ bóng đá người Nhật Bản.

## Sự nghiệp câu lạc bộ
Hiroki Narabayashi đã từng chơi cho Fujieda MYFC.